# 왈츠, Op. 34 (쇼팽)
세 개의 왈츠, Op. 34는 1834년부터 1838년까지 프레데리크 쇼팽에 의해 작곡되었고 1838년에 출판되었다.
이 세 개의 왈츠는 Grandes valses brillantes 로 출판되었다.

## 왈츠 A 플랫 장조 Op. 34 No. 1

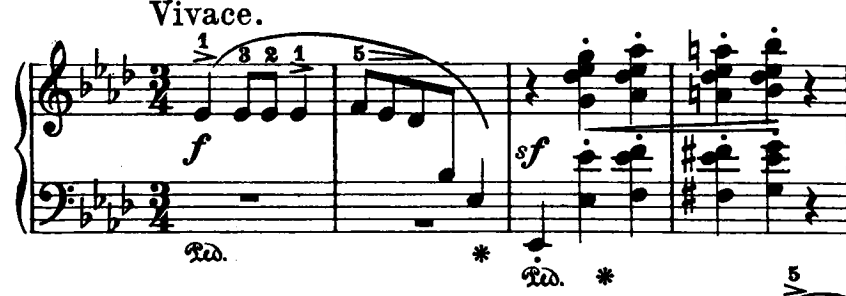
왈츠의 오프닝

쇼팽의 왈츠 중 가장 긴 이 왈츠는 A 플랫 장조이다. 이 곡은 몽환적인 중간 섹션을 위해 D 플랫 장조가 되기 전에 팡파르와 함께 도입된다. A-flat 재료는 조각의 끝으로 이어지는 코다로 이어진다. 이 왈츠는 Josefina von Thun-Hohenstein에게 헌정되었다.

## 왈츠 가단조 Op. 34 No. 2

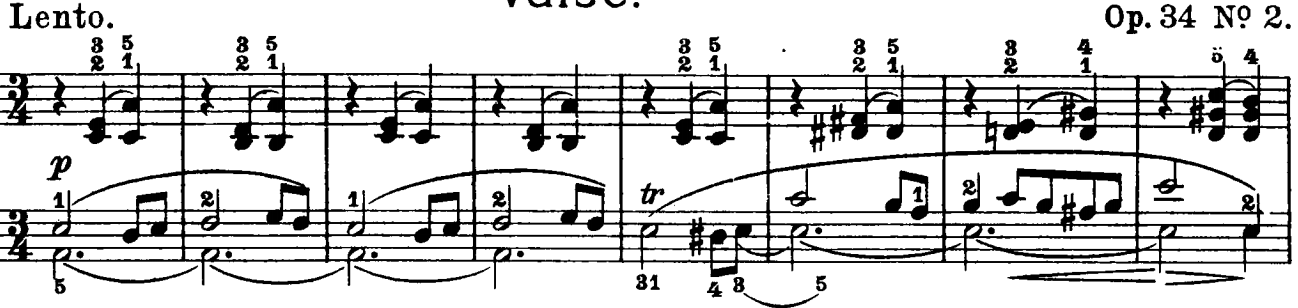
왈츠의 오프닝

이 왈츠는 A단조의 느린 왈츠이다. 3편 중 가장 먼저 쓰여진 곡이지만 왈츠는 두 번째로 출판되었다.

## 왈츠 F장조 Op. 34 No. 3

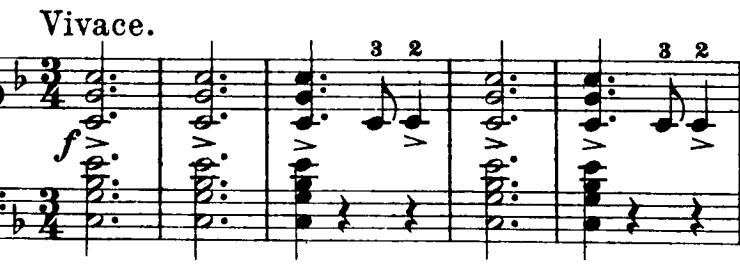
왈츠의 오프닝

F장조의 이 왈츠는 전형적인 Grande valse brillante 로 1838년에 작곡되어 같은 해에 출판되었다.